# Le Barcarès

Le Barcarès (în catalană El Barcarès) este o comună în departamentul Pyrénées-Orientales din sudul Franței. În 2009 avea o populație de 4.018 de locuitori.

## Evoluția populației
| An        | 1975  | 1982  | 1990  | 1999  | 2006  | 2009  |
| --------- | ----- | ----- | ----- | ----- | ----- | ----- |
| Populație | 1.347 | 2.208 | 2.422 | 3.514 | 4.033 | 4.018 |